# Adaptogen
Adaptogen ist eine alternativmedizinische Bezeichnung für biologisch aktive Pflanzenstoffe, die dem Organismus helfen sollen, sich erhöhten körperlichen und emotionalen Stresssituationen anzupassen (engl. to adapt, sich anpassen).

## Wirkung
Gegenüber folgenden Faktoren können Adaptogene die Belastungs- und Stressresistenz erhöhen:
1. ungünstige Umweltfaktoren (extern) wie Kälte, Hitze, Lärm, biologische und chemische Schadstoffe
2. ungünstige psychologische Faktoren (intern) wie Angst, Depression usw.[6][7]
3. ungünstige bzw. hohe körperliche Belastungen wie sportliche Wettkämpfe und Training[3]

Adaptogene üben außerdem einen positiven Effekt auf stressinduzierte Krankheiten aus. Sie können Langzeitschäden von z. B. Dauerstress eindämmen und Zellstrukturen schützen. Überdies können sie die Aufmerksamkeitsspanne sowie die geistige Leistungsfähigkeit, insbesondere bei stressbedingter Müdigkeit und Erschöpfung, verbessern sowie die Belastbarkeit erhöhen. Ferner können sie die körperliche Regeneration von Sportlern verbessern.
Diese stressabschirmenden Effekte der Adaptogene liegen in der Aufrechterhaltung des Gleichgewichts verschiedener Mechanismen, die mit der Hypothalamus-Hypophysen-Nebennierenrindenachse in Verbindung stehen. Dazu gehört auch die Regulation von Schlüsselmediatoren der Stressantwort, einschließlich stressaktivierter c-Jun N-terminaler Kinasen (JNK), Chaperone, Stickoxide und Cortisol.

## Adaptogene – eine eigene Kategorie
Die Anerkennung der Adaptogene als eigene Kategorie neben den – oder in die – Makro- und Mikronährstoffgruppen der Kohlenhydrate, Proteine, Fette, Vitamine und Mineralstoffe wird u. a. von der Europäischen Arzneimittel-Agentur (EMA) diskutiert. Diese erkennt die zahlreichen klinischen Studien im Kontext der Adaptogene an und ordnet die Adaptogene momentan der Gruppe der traditionellen pflanzlichen Arzneimittel zu. Weitere klinische und präklinische Studien müssten jedoch zur umfassenden Klärung und Einordnung folgen.
Ähnliche Bezeichnungen sind Verjüngungsmittel und (im Ayurveda) Rasayana. Der Körper bzw. das Immunsystem soll an den Stress angepasst, also adaptiert werden.

## Hintergrund und Begriffsfindung
Der Begriff „Adaptogene“ wurde erstmals 1947 von dem sowjetischen Pharmakologen Nikolai Wassiljewitsch Lasarew geprägt. Er war davon überzeugt, dass es Wirkstoffe gibt, die dem menschlichen Organismus helfen, sich Stresssituationen besser anzupassen, indem sie die körpereigene unspezifische Abwehr steigern. In seinen Forschungen konnte er dies bestätigen und wies mit 2-Benzyl-Benzimidazol (Dibazol) eine reine gefäßerweiternde Wirkung nach. Damit betrat er absolutes Neuland, denn bisherige Wirkstoffe und Methoden, die zur Steigerung der unspezifischen Abwehr geführt hatten, zogen zahlreiche nachteilige Effekte und ernsthafte Nebenwirkungen nach sich. Sie waren somit für die Anwendung an gesunden Menschen, die lediglich ihre Stressresistenz steigern wollten, ausgeschlossen. Lasarew nannte die Substanzen, die zum Zustand der erhöhten unspezifischen Abwehr („a state of nonspecifically increased resistance (SNIR)“) führten in diesem Zuge erstmals „Adaptogene“.
Daraufhin untersuchte Israel Brekhman in den 1960er-Jahren vor allem Pflanzen akribisch auf spezifische adaptogene Eigenschaften. Aufgrund seiner umfangreichen, ausführlich dokumentierten Forschungen und Studien gilt er als „Vater der Adaptogene“.
Das Forschungsausmaß um den Themenkreis der Adaptogene stieg seit den Forschungen von Brekhman ab 1960 kontinuierlich an. Zu Beginn des Jahres 2017 gab es in PubMed 336 veröffentlichte klinische und vergleichende Studien für das Wort Adaptogene („adaptogenic“). Die Zahl der Publikationen steigt von Jahr zu Jahr exponentiell an, was das große Forschungsinteresse und den Bedarf an Verständnis von Wirkungs-(nach)weisen widerspiegelt.

## Studien und Wirkmechanismen

### Heutige Adaptogen-Forschung
Die gegenwärtige Adaptogen-Forschung umfasst diverse interdisziplinäre Bereiche:
1. Aufklärung molekularbiologischer Schutzmechanismen der Zelle[8][16]
2. Beeinflussung biochemischer Schlüsselmediatoren („Vermittler“) in Stresssystemen[2][17]
3. Nutzung von In-vivo-Modellen zur Klärung angepassten Verhaltens in der klassischen Stressforschung[14][18]
4. Systematische Untersuchung der Wirkungsweise auf diverse kognitive Prozesse[19]

Auch bereichsübergreifende und konsekutive Studien kamen zu Ergebnissen, welche sowohl die Schlüsselmediatoren, deren direkte und indirekte Wirkung auf biologische Systeme und darauffolgende Resultate auf das beobachtete Verhalten bzw. die körperliche Antwort darlegen.

### Klinische Studien
In einer Reihe von klinischen Studien haben Adaptogene signifikante Auswirkungen auf Stress gezeigt, die zu einer Anpassung an die erhöhten körperlichen und emotionalen Stresssituationen geführt haben. Die Stressresistenz konnte erhöht werden. Bei Ermüdung und psychischer Belastung konnte die geistige und körperliche Leistungsfähigkeit signifikant verbessert werden. Dazu gehörte auch die Aufmerksamkeit bei stressbedingter Müdigkeit. Auch Entspannung konnte als eine zentrale Wirkung von Adaptogenen im EEG (Elektroenzephalografie) identifiziert werden, die zu einer verbesserten Kompensation von Stresssituationen führte.
Es gibt verschiedene biochemische Klassifikationen von Substanzen natürlichen Ursprungs, die eine adaptogene Wirkung gezeigt haben. Die Aufteilung in drei Hauptgruppen könnte folgende sein:
- Flavonoide, Polyphenole
- Terpene mit den Untergruppen Triterpene und Saponine
- Polysaccharide, besonders Beta-Glucane

### Wirkmechanismen
Die Aufrechterhaltung des Gleichgewichts verschiedener Mechanismen, die mit der Hypothalamus-Hypophysen-Nebennierenrindenachse in Verbindung stehen, sind ursächlich für die zahlreichen positiven Effekten der Adaptogene. Dazu zählt auch die Regulation von Schlüsselmediatoren der Stressantwort. Diesen Schlüsselmediatoren zugehörig sind unter anderen stress-aktivierte c-Jun N-terminale Kinasen (JNK), Chaperone, Stickoxide und Cortisol.
Der Hauptmechanismus der pflanzlichen Adaptogene ist ein Stress-nachahmender und hochregulierender Effekt des Hitzeschockproteins 70 (Hsp70), welches ebenfalls zu den Chaperonen zählt. Dieses Protein fungiert als „Stress-Sensor“ und spielt auch eine Rolle bei dem Überleben der Zellen und bei der Apoptose (programmierter Zelltod). In seiner Funktion als Stress-Sensor inhibiert das Hsp70 die Expression des NO-Synthase 2-Gens und wirkt sowohl direkt als auch über das JNK-Protein auf die Glucocorticoidrezeptoren. Dadurch wird die Menge des zirkulierenden Cortisols und Stickoxids verringert. Diese Unterbindung eines stress-induzierten Anstiegs von Stickoxid und auch der damit einhergehende Anstieg der ATP-Produktion führt schließlich zu einer verbesserten mentalen Leistungsfähigkeit und körperlichen Ausdauer.

## Adaptogene im Sport
Adaptogene helfen dem Organismus, sich erhöhten körperlichen und emotionalen Stresssituationen – wie sie beim Sport auftreten – anzupassen. (engl. to adapt: sich anpassen), Zellstrukturen zu schützen und Lactatwerte zu reduzieren. Sie erwiesen sich als geeignet, die Regeneration von Sportlern während und nach intensiven Trainings sowie Wettkämpfen zu verbessern. So werden mitochondriale Zellstrukturen geschützt, die ATP-Bereitstellung optimiert und die Ausschüttung von Stress-Hormonen reduziert. Adaptogene können die physiologischen Parameter der Ermüdung verringern und bei regelmäßiger Einnahme außerdem die Lactatwerte reduzieren. Sie konnten sich dabei als sicher und gut verträglich beweisen.

## Abgrenzung Adaptogene versus Stimulanzien
Der Unterschied zwischen Adaptogenen (wie Rhodiola rosea, Schisandra chinensis, Eleutherococcus senticosus etc.) und Stimulanzien (wie Koffein, Nikotin, Amphetaminen etc.) ist, dass letztere nach längerer Einnahme zu einer Toleranz führen können und ein hohes Abhängigkeitspotenzial besitzen. Überdosierungen von Stimulanzien können je nach Substanz körperliche Nebenwirkungen wie Bluthochdruck, Herzrasen und Schweißausbrüche, sowie psychische Nebenwirkungen wie Aggressivität, Selbstüberschätzung und Schlaflosigkeit bewirken.
Adaptogene hingegen verursachen auch bei längerer Anwendung keine Schlafprobleme oder Stimulanzien-ähnliche Nebenwirkungen, da sie lediglich einen Stressschutz-Effekt haben, d. h. ausschließlich die Stressantwort unterbinden. Dennoch weisen Adaptogene eine messbar kräftige Wirkung sowohl bei Einmaldosen, als auch bei längerem Gebrauch auf, die sich in einer erhöhten geistigen und körperlichen Leistungsfähigkeit, besonders vor dem Hintergrund von Müdigkeit und Stress, zeigt.
I. Brekhman erstellte drei Kriterien, die Adaptogene klar von Stimulanzien unterscheidet:
1. Ein Adaptogen ist für den Körper auch langfristig eingenommen vollkommen unschädlich. Es zeigt bei normalen oder minimal veränderten Körperfunktionen keine adaptogene Wirkung, erst bei entsprechender Herausforderung (z. B. Stresssituation) kommt die adaptogene Wirkung zum Tragen.
2. Ein Adaptogen steigert unspezifisch die Widerstandskraft gegen ein breites Spektrum an physikalischen, chemischen und biologischen Einflüssen.
3. Ein Adaptogen erzielt eine normalisierende Wirkung auf den Stoffwechsel, unabhängig von der Richtung vorausgegangener pathologischer Veränderungen.[13][16]

## Beispiele aus der Botanik und Mykologie
Beispiele für Pflanzen und Pilze, denen solche Wirkungen nachgesagt werden, sind Ginseng, Morinda citrifolia (Noni), Shiitake, Reishi/Ling-Zhi, Maitake, Mandelpilz, Schisandra, Rosenwurz, Ashwaganda (Schlafbeere), Tulsi, Jiaogulan, Maca, Kalmegh und Cannabis.